# 鈴木一平 (演出家)
鈴木 一平（すずき かずひら、1947年7月6日 - ）は、日本の演出家。千葉県出身。

## 経歴
日本大学芸術学部卒業。東宝の映画部門からテレビ部に移り、テレビドラマ『太陽にほえろ!』メイン監督の竹林進に長らく付いて助監督を務めるなどの経験を経て、同作419話「禁じられた怒り」（1980年）で監督デビュー。竹林が病に倒れた際には、助監督として彼の演出を熟知した経験を買われてメイン監督を引き継ぎ、最終回「そして又、ボスと共に」（1986年）も監督を担当した。

## 参加作品
- ジャングル
- ゴリラ・警視庁捜査第8班
- ザ・刑事
- 刑事貴族2、3
- 代表取締役刑事
- 女ランボー（Vシネマ）
- 事件・市民の判決
- 本当にあった怖い話
- 噂のポテトボーイ